# Diplacus deschutesensis
Diplacus deschutesensis är en gyckelblomsväxtart som beskrevs av Guy L. Nesom. Diplacus deschutesensis ingår i släktet Diplacus och familjen gyckelblomsväxter. Inga underarter finns listade i Catalogue of Life.